# Afritz am See
Afritz am See (en slovène : Zobrce) est une commune autrichienne dans le district de Villach-Land, en Carinthie. 

## Géographie

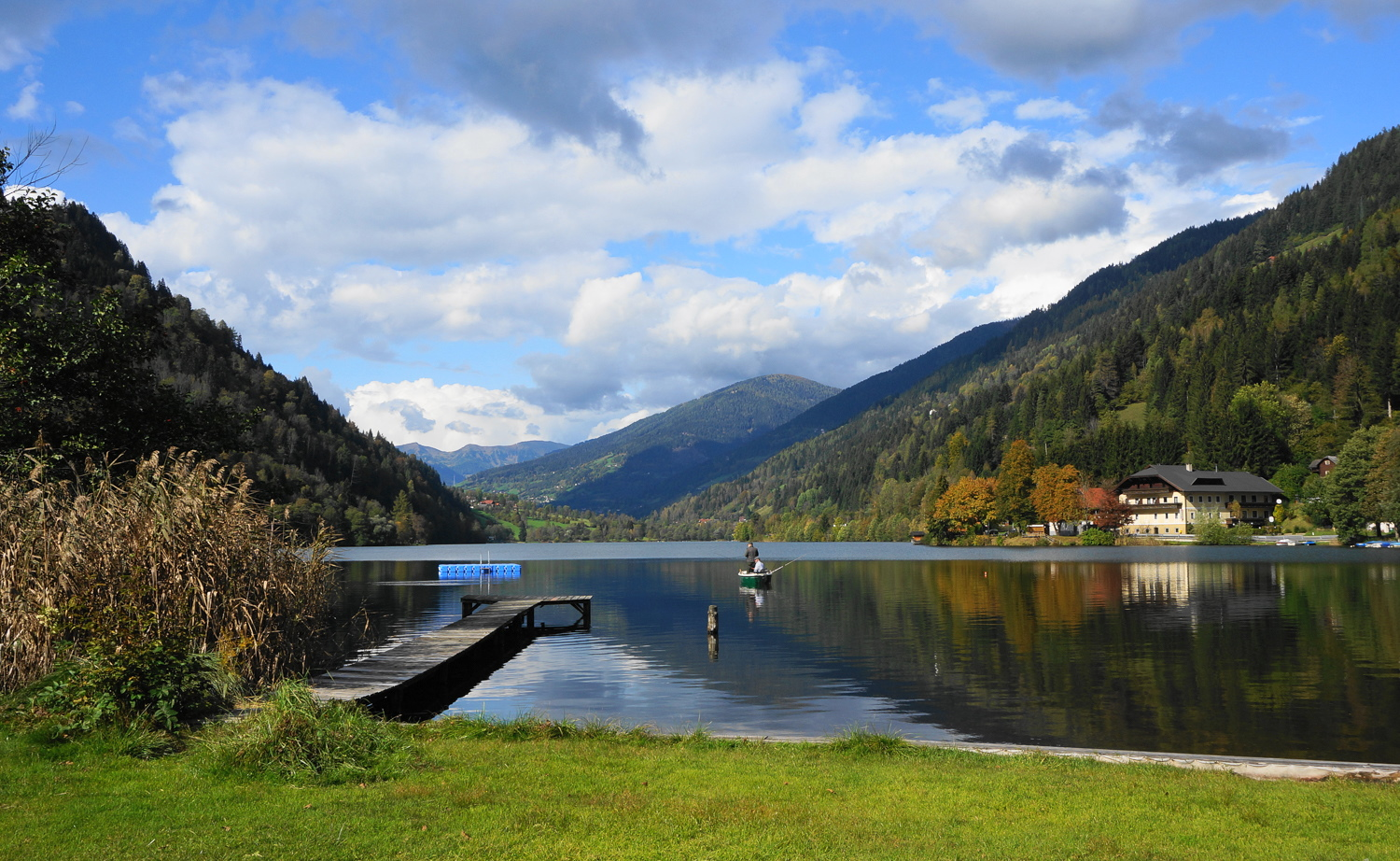
Vue sur le lac Afritzer.

La municipalité d'environ 1440 habitants est située dans la Gegendtal, une vallée des Alpes de Gurktal (montagnes de Nock), au sud du petit lac Afritzer. 

## Histoire
Le domaine d'Afritz situé dans le duché de Carinthie fut mentionné pour la première fois en 1450. L'église paroissiale dédiée au saint Nicolas, à l'origine une filiale de Treffen, est documentée depuis l'an 1516.

## Personnalités
- Claudia Strobl (née en 1965), skieuse alpine.